# El Polvorón
El Polvorón es un ejido del municipio de San Ignacio Río Muerto, ubicado en el sur del estado mexicano de Sonora, en la zona del Valle del Yaqui. El ejido es la cuarta localidad más habitada del municipio, ya que según los datos del Censo de Población y Vivienda realizado en 2010 por el Instituto Nacional de Estadística y Geografía (INEGI), El Polvorón tiene un total de 482 habitantes. Fue fundado en los años 1940 cuando se encontraba dentro del territorio del municipio de Guaymas, el 26 de diciembre de 1996 se creó el municipio de San Ignacio Río Muerto y El Polvorón pasó a jurisdicción de este último.

## Geografía
El Polvorón se sitúa en las coordenadas geográficas 27°22′16″ de latitud norte y 110°13′05″ de longitud oeste del meridiano de Greenwich, a una elevación de 11 metro sobre el nivel del mar.